# Château de Nagamori
Le château de Nagamori (長森城, Nagamori-jō) est construit dans la province de Mino au Japon par Tosanobō Shōshun (土佐坊昌俊) en 1185 et est utilisé de l'époque de Heian jusqu'au début de l'époque Sengoku. Il est situé dans la zone de Kiridōshi de la ville de Gifu, préfecture de Gifu. Après que le château a été détruit au début de l'époque Sengoku, le jin'ya Kiridōshi est construit au même emplacement. Il sert de base pour le shugo de la région jusqu'à la construction du château de Kawate tout proche.

## Histoire
Tosanobō Shōshun est le jito de la région à la fin du XIIe siècle.
Durant l'époque Nanboku-chō, Toki Yoritō est le shugo de la province de Mino. En 1339, il déplace sa base de l'actuelle ville de Toki au château de Nagamori. Le château ne reste cependant que peu de temps entre les mains du clan Toki, puisque Toki Yoriyasu construit à côté le plus spacieux château de Kawate pour servir de nouvelle base d'opérations.
On ne sait pas clairement quand est démoli le château mais il est établi que Saitō Dōsan choisit le château d'Inabayama pour base quand il prend le contrôle de la région.